# Dryopteris borneensis
Dryopteris borneensis là một loài dương xỉ trong họ Dryopteridaceae. Loài này được O.Ktze., C.Chr. mô tả khoa học đầu tiên..
Danh pháp khoa học của loài này chưa được làm sáng tỏ. 